# Julian Morris
Julian David Morris (Londres, Inglaterra; 13 de enero de 1983) es un actor inglés, más conocido por sus papeles en películas tales como Cry Wolf y Sorority Row, así como por interpretar al Dr. Andrew Wade en la serie de televisión ER y a Wren Kingston en el drama Pretty Little Liars.

## Biografía
Morris nació en el norte de Londres y es hijo de Glen (oriundo de Sudáfrica) y Andrea Morris (oriunda de Zambia). Sus padres son judíos sudafricanos, por lo que él fue criado en Sudáfrica. Tiene una hermana menor llamada Amy. Actualmente, Julian reside en Los Ángeles.

### Carrera
Julian estudió en el Anna Scher Theatre, en Londres. Allí, a la edad de trece años, el director del drama de éxito The Knock, lo vio y le pidió que interpretara a un niño que es obligado a introducirse en el mundo del tráfico de drogas. Durante los ocho años siguientes Morris siguió preparándose a fondo en el Anna Scher. En este periodo, le llegaron más oportunidades y después de aparecer en varios programas de televisión, películas y anuncios publicitarios, se fue a pasar tres temporadas con la Royal Shakespeare Company, trabajando con directores de la talla de Steven Pimlott, Tim Albery y Elijah Moshinsky y junto a actores tan diversos, tales como: Simon Russell Beale, Samuel West y Roger Allam, él atribuye a esto como su mayor influencia en su aprendizaje en el trabajo. 
Desde 2002, está trabajando en Estados Unidos, después de haber interpretado el personaje principal en el piloto de Young Arthur, para la NBC; también interpretó a Owen Matthews en el filme de 2005, Cry Wolf, y la película "Girl Whirly" como James Edwards, en 2006.
Morris fue visto como Josh en el filme independiente de terror Donkey Punch, que fue muy bien acogido por la crítica en su aparición en el Sundance Film Festival de 2008. También apareció en la película protagonizada por Tom Cruise, Valkyrie, así como en el vídeo Freak Like Me de las Sugababes. A continuación tuvo un papel recurrente en Sorority Row, donde interpretó a Andy. También interpretó al Agente Owen en la serie de televisión 24.
Julian formó parte del elenco del falso documental de la ABC, My Generation, en el otoño de 2010, en donde interpretó a Anders Holt, "el niño rico". La serie fue cancelada después de dos episodios debido a la baja audiencia. Desde ese mismo año, Morris ha sido estrella invitada en la serie de la ABC Family, Pretty Little Liars.
El 26 de julio de 2012, se anunció que Morris se integraría al elenco recurrente de la segunda temporada del nuevo drama de la ABC, Once Upon a Time.

## Vida personal
El 2 de diciembre de 2021, Morris anunció en su Instagram que estaba celebrando su 18º aniversario con su pareja, Landon Ross.

## Filmografía
| Cine       | Cine                       | Cine                  | Cine                      |
| Año        | Película                   | Rol                   | Notas                     |
| ---------- | -------------------------- | --------------------- | ------------------------- |
| 1999       | Don't Go Breaking My Heart | Charlie Gosling       |                           |
| 2002       | Spin                       | Fiz                   | Cortometraje              |
| 2002       | Young Arthur               | Arthur                |                           |
| 2005       | Cry Wolf                   | Owen Matthews         |                           |
| 2006       | Whirlygirl                 | James Edwards         |                           |
| 2008       | Donkey Punch               | Josh                  |                           |
| 2008       | Valkyrie                   | Lieutenan de joven    |                           |
| 2009       | Sorority Row               | Andy                  |                           |
| 2010       | Privileged                 | Spencer Stephens      |                           |
| 2011       | Beyond                     | Farley Connors        |                           |
| 2012       | Something Wicked           | Ryan                  |                           |
| 2012       | Kelly + Victor             | Victor                |                           |
| 2012       | Culpable                   | Alex Boyd             |                           |
| 2014       | Take Flight                | Walt                  | Cortometraje              |
| 2018       | Viper Club                 | Andy                  |                           |
| Televisión |                            |                       |                           |
| Año        | Título                     | Rol                   | Notas                     |
| 1996       | The Knock                  | Dafyd Ellis           | 1 episodio                |
| 1999       | Kid in the Corner          | Chico de la escuela   | 1 episodio                |
| 2000       | Fish                       | Carl Lumsden          | 6 episodios               |
| 2004       | Muerte en la vicaría       | Dennis Clement        | 1 episodio                |
| 2007       | Shark                      | Dylan Crawford        | 1 episodio                |
| 2008-2009  | ER                         | Dr. Andrew Wade       | 7 episodios               |
| 2009       | Privileged                 | Simon                 | 1 episodio                |
| 2009       | Eleventh Hour              | Quinn                 | 1 episodio                |
| 2010       | 24                         | Agente Owen           | 6 episodios               |
| 2010       | My Generation              | Anders Holt           | 8 episodios               |
| 2010-2017  | Pretty Little Liars        | Wren Kingston         | 20 episodios              |
| 2012       | Men at Work                | Damien                | 1 episodio                |
| 2012-2014  | Érase una vez              | Príncipe Phillip      | 6 episodios               |
| 2014-2015  | New Girl                   | Ryan Geauxinue        | 7 episodios               |
| 2014-2016  | Hand of God                | Reverendo Paul Curtis | Elenco principal          |
| 2017       | Man in an Orange Shirt     | Adam Berryman         | Elenco principal 2ª parte |